# فرانكلين غراهام
فرانكلين غراهام (بالإنجليزية: Franklin Graham)‏ هو قس ومبشر أمريكي، ولد في 14 يوليو 1952 في آشفيل في الولايات المتحدة.

## وصلات خارجية
- فرانكلين غراهام على موقع ميوزك برينز (الإنجليزية)
- فرانكلين غراهام على موقع إن إن دي بي (الإنجليزية)
- فرانكلين غراهام على موقع ديسكوغز (الإنجليزية)